# Neonomopleus elongatus
Neonomopleus elongatus là một loài bọ cánh cứng trong họ Elateridae. Loài này được C. N. F. Brisout de Barneville miêu tả khoa học năm 1866.